# Bekeerlingenmonument
Het Bekeerlingenmonument is een gedenkteken aan de Schwartzenberglaan in het Friese Broeksterwoude, gemeente Dantumadeel. Het monument herinnert aan de eerste in Nederland gedoopte heiligen der laatste dagen op 1 oktober 1861.

## Achtergrond
De Kerk van Jezus Christus van de Heiligen der Laatste Dagen werd in 1830 opgericht door Joseph Smith. De volgelingen geloven dat het Boek van Mormon heilige schriftuur is. De eerste Nederlandse volgeling was de in Franeker geboren Anne Wiegers van der Woude. Na zijn doop in Cardiff in 1852, keerde hij in 1861 terug naar Nederland als zendeling voor de kerk. Terug in Friesland doopte hij in een vijver bij Broeksterwoude zijn broer en schoonzus Gerrit van der Woude en Bouwdina van der Woude-Potgieters, alsmede Elizabeth Wolters.
Om 75 jaar later de gebeurtenis te herdenken werd besloten een monument op te richten nabij de plek van de doop. Het was een geschenk van Nederlandse volgelingen van de kerk die naar de Verenigde Staten waren vertrokken en van zendelingen in Nederland. De grond waar het monument op staat werd geschonken door de gemeente. Uit eigen gelederen werd een beeldhouwer aangetrokken, dit was Jan Bosklopper uit Hilversum, die zelf in 1914 in een sloot in Peize gedoopt was. Op 1 oktober 1936 werd het muurtje onthuld door Thomas Edgar "Ed" Lyon, de hoogste vertegenwoordiger van de kerk in Nederland. Het reliëf was toen nog niet geplaatst, een ruime maand later wel, op 12 november vond er een tweede onthulling plaats.

## Ontwerp
Het gedenkteken bestaat uit een getrapt muurtje van gemetselde baksteen, met aan de voorzijde granieten reliëfs met een voorstelling van de doopplechtigheid, en hierboven de heilige geest. Onder de voorstelling staat in reliëf de tekst:
I-Oct.-1861
Op deze plaats werden de eerste bekeerlingen tot de
Kerk van Jezus Christus van de Heiligen der
Laatste Dagen in Nederland gedoopt.
Gerrit A.v.d.Woude, Bouwdina v.d.Woude-Potgieters
+ Elizabeth Wolters.
Opgericht door de Kerk van Jezus Christus
van de Heiligen der Laatste Dagen
I-Oct.-1936